# Georges Linze
Pour les articles homonymes, voir Linze.
Georges Linze, né à Liège le 12 mars 1900 et mort dans la même ville le 28 janvier 1993, est un poète, écrivain, animateur de revue, critique d'art et essayiste liégeois dont l’œuvre, proche du futurisme et marquée d'optimisme, exalte le progrès, les machines et les découvertes du monde moderne.

## Biographie
Georges Linze nait à Liège dans une famille originaire de La Roche-En-Ardenne installée à Liège rue Xhovémont, dans une maison qu'il habite ensuite toute sa vie. Il étudie dans l’enseignement officiel puis devient instituteur à l’école communale du quartier Sainte-Walburge, dont il deviendra directeur.  
Il montre un goût précoce pour la littérature et écrit déjà vers douze ans des vers sentimentaux puis, au lendemain de la Première Guerre mondiale, publie des poèmes influencés par Émile Verhaeren dans deux revues locales : Le Mai fleuri, publication éphémère qu'il crée avec Gaston Wilkin, et La Lucarne. 
A l'issue du conflit, Georges Linze considère que l'avènement d'un monde nouveau, celui de la paix, doit avoir « un art à lui », en phase avec cette nouvelle civilisation. Dès 1920, Linze publie son premier recueil, Ici, Poèmes d'Ardennes. En de la même année, avec le poète René Liège et le peintre Marcel Lempereur-Haut, il fonde à Liège le « Groupe d’Art moderne de Liège », groupe littéraire dont le manifeste, co-signé par d’autres personnalités de la littérature belge francophone comme Joseph Duchesne, Géo D’Estemy ou encore Constant de Horion, parait l'année suivante. Le groupe dont le mot d'ordre la modernité, s'insurge contre toute prise de position mercantiliste et est rejoint, en 1925, par le peintre Fernand Steven. 
En mars 1921, parait le premier numéro d’Anthologie, revue futuriste qui, jusqu'en 1940, diffuse ses théories littéraires et plastiques  : pour Linze, l’art doit abandonner cénacles intellectuels pour toucher toutes les couches de la population car « la masse est isolée de l’avant-garde ». Anthologie publie des poètes de toutes nationalités, français, italiens, espagnols, anglo-saxons, russes… La revue, cultivant un éclectisme revendiqué et dont le but est d'établir le plus de contacts possibles avec des artistes du monde entier, connait un succès international. 
Le premier essai de Georges Linze, Le prophète influencé, parait en 1928. En 1930, il adhère à la franc-maçonnerie et, l'année suivante, avec Géo Norge, Pierre Bourgeois, Maurice Carême et Edmond Vandercammen, bientôt rejoints par Pierre-Louis Flouquet, il est au nombre des fondateurs du Journal des Poètes. 
Pionnier des émissions parlées à la radio, il est l'un des premiers à écrire des pièces pour ce nouveau média. S'intéressant également à l'architecture moderne, il collabore avec la revue moderniste L'Équerre et prend part à l'élaboration de l’Exposition internationale de la technique de l'eau de 1939 à Liège, ainsi qu'à la décoration du Palais des Congrès de Liège. Entre 1940 à 1944, il s'engage dans la presse clandestine et, bien que pacifiste, rejoint la résistance armée, ce qui lui vaut la Croix de guerre. La Seconde Guerre mondiale entame la confiance dans le progrès qui caractérise jusqu'alors son travail. Après la guerre, sa production reste néanmoins abondante et il publie son dernier recueil, Poème pour comprendre arbres et machines, en 1984.
Georges Linze a en outre voyagé à travers l'Europe, l'Afrique et l'Asie en moto, véhicule dont il avait la passion. Il décède à Liège en 1993, trois mois après sa compagne de longue date, Fernande Descamps, qu'il a épousée en 1927 et a partagé ses passions tout au long de leur vie commune. Il a pour neveu l'écrivain Jacques-Gérard Linze qui, enfant, se rend fréquemment chez son oncle pour y découvrir les livres de la bibliothèque.

### Œuvre
Marquée par l'optimisme, l’œuvre de Georges Linze est abondante, composée de plus de vingt recueils de poèmes, d'une vingtaine d’essais, de plusieurs romans et de livres pour enfants. Également théoricien, il publie aussi plusieurs manifestes qui traduisent ses doutes et ses interrogations sur le sens du monde dans lequel il vit. Cherchant inlassablement la réconciliation entre l'art et la machine, proposant un lyrisme de la vie moderne, il est l'un des rares poètes à avoir célébré les progrès que la technique peut apporter dans la destinée de l'homme. 
Bien qu'il soit inspiré par le futurisme italien et corresponde avec Filippo Tommaso Marinetti, les convictions de Linze s'accordent peu avec les principes du futurisme italien dans la mesure le liégeois est plutôt pacifiste que belliciste, qu'il ne rejette pas le passé ni ne célèbre outrancièrement l’innovation, pas plus qu'il ne s'attache à dynamiter le langage.
Georges Linze, pour lequel — à l'instar d'Achille Chavée ou de Jean Cocteau — tout est poésie, la décrit ainsi : « Une étrange phosphorescence couvre les objets les plus humbles comme si la poésie n'était que ce que les choses ordinaires ont d’extraordinaire ». Les titres de ses recueils de poésie évoquent largement de ses préoccupations d'écrivain : Poème du miracle d'exister (1951), Poème d'aujourd'hui ou des délices du changement (1967), Poème de la grande invention (1968),  Poème de la paix incroyable (1974), Poème de la magie de mon siècle (1976)…
En 1995, Jacques Cels définit le poète liégeois comme un « pourfendeur de tout passéisme (...) [qui] invite à fabriquer une aptitude à voir combien le transitoire et l’obsolescence de toute chose sont peut-être signes de mort, mais toujours gros d’avenir, de potentialités » dont l'œuvre poétique  « ne demande qu’une lecture capable de dépasser les mots pour parvenir à retrouver l’énergie qui les porte ».
En 2003, Jacques Izoard décrit Linze comme un « poète sans cesse éberlué, qui nous fait partager ses surprises. Poète constamment en dehors de la poésie toute faite, apprêtée, ciselée. Linze n'y réfléchit pas à deux fois et l'ensemble de ses recueils devient une psalmodie, mais renouvelée à l'infini, sans afféterie d'aucune sorte. (...) Georges Linze ne s'encombre pas du superflu, des événements minimes ; attitude mal comprise la plupart du temps. Sous-jacente, une volonté chez lui de se situer en dehors de toute contingence. »

### Distinctions
Georges Linze a été Vice‑Président de l'Association des écrivains belges de langue française, membre correspondant de l'Académie luxembourgeoise et membre titulaire de l'Académie internationale de Culture française. Entre autres prix, il reçoit le prix Marcel Loumaye (1929), le Prix du Reportage René Jauniaux (1945) pour le livre de guerre intitulé Les Ardennes Désolées, le prix des Amitiés françaises (1948) pour Le père et le fils ou les secrets, le prix Félix Denayer pour l'ensemble de son œuvre (1957) ainsi qu'en 1972 le prix René Lyr pour Poème des bonheurs insolites.

## Œuvres

### Poésie
- Ici, Poèmes d'Ardennes, éd. Anthologie, 1920
- L'âme double, éd. Anthologie, 1921
- Les Forces comparées, éd. Anthologie, 1922
- Dix-neuf cent trente, éd. Anthologie, 1926
- Pont, éd. L’Écrou, 1929
- Danger de mort, poèmes, éd. Anthologie, 1933
- Poèmes de la fin des villes, éd. Sagesse, n.d.
- Orage sur la France, poèmes, éd. Ca ira, 1936
- Poèmes de la ville survolée par les rêves, éd. Anthologie, 1948
- Poème du miracle d'exister, éd. Anthologie, 1951
- Poème de la mémoire de l'avenir, éd. Anthologie, 1951
- Poème de la patience de l'univers, éd. Anthologie, 1963
- Poème d'aujourd'hui ou des délices du changement, éd. Anthologie, 1967
- Poème de la grande invention, éd. Anthologie, 1968
- Poème de l'étrange prison, éd. Anthologie, 1970
- Poème des bonheurs insolites, éd. Anthologie, 1971
- Poème du bon dialogue universel, éd. Anthologie, 1972
- Pulsation, poèmes, éd. Irène Dossche, 1973
- Poème de la paix incroyable, éd. Anthologie, 1974
- Poème de la magie de mon siècle, éd. Anthologie, 1976
- Poème d'une logique suprême, éd. Anthologie, 1979
- Poème manifeste de la fraternité et du métal, éd. Anthologie, 1979
- Poème énigme des objets et du temps, éd. Anthologie, 1980
- Poème science du cœur et du monde, éd. Anthologie, 1981
- Poème destin des cités et des rêves, éd. Anthologie, 1982
- Poème amitié du mystère et des hommes, éd. Anthologie, 1983
- Poème comprendre arbres et machines, éd. Anthologie, 1984

### Romans
- Les enfants bombardés, éd. La Renaissance du Livre, 1936
- Le fantôme de Paris ou l'homme malade, éd. La Renaissance du Livre, 1937
- Sébastien ou le jeu magique, éd. La Renaissance du Livre, 1940
- Marthe ou l'âge d'or, éd. L’Étoile, 1946
- Le père et le fils ou les secrets, éd. La Renaissance du Livre, 1950
- Les dimanches où le monde est jeune, éd. La Renaissance du Livre, 1954
- Renée ou la mère héroïque, éd. La Renaissance du Livre, 1958

### Essais
- Avis et force du temps, éd. L’Écrou, n.d.
- Propos d'art contemporain, 1923
- Le prophète influencé, éd. La Renaissance d'Occident, 1928
- Méditation sur la machine, éd. L’Écrou, Liège, 1930

### Littérature jeunesse

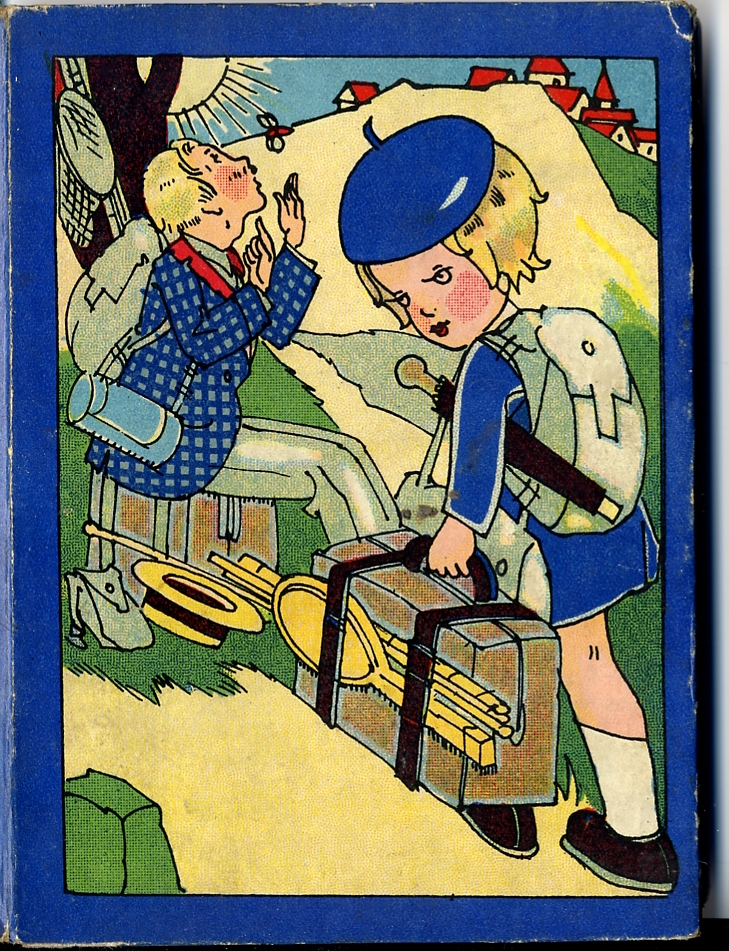
Raymond Petit-Homme, 1936

- Riquet en Ardennes, roman d’aventures, éd. Desoer, 1931
- Les vainqueurs de l'océan, éd. Desoer, 1931
- La peuplade inconnue : roman d'aventures, éd. Desoer, 1934
- Raymond Petit-Homme, éd. Gordinne, 1936
- Vers le nord mystérieux, éd. Desoer, 1937
- Gilles Loiseau en Amérique, éd. Deoer, 1948

#### Bande dessinée
- Morzi l'inventeur ou La découverte de l'irinium, illustré par Étienne Le Rallic (1891-1968), éd. Gordinne, 1937

### Théâtre
- Cinq événements, éd. Anthologie, n.d., ouvrage en ligne

### Rééditions
- Les enfants bombardes, éd. Labor littérature, 2002
- Poésies 1919-1940 (préfacé par Jacques Izoard), éd. Le Taillis-Pré, 2003
- Poésies 1948-1984, éd. Le Taillis-Pré, 2006